# جائزة كلايست

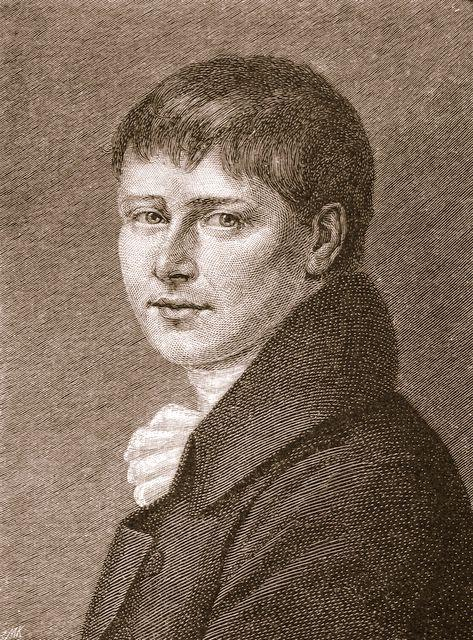
هاينريش فون كلايست

جائزة كلايست (بالألمانية: Kleist-Preis) هي جائزة أدبية ألمانية سنوية. وقد أنشأت هذه الجائزة في عام 1912, في ذكرى مرور 100 عام على وفاة الأديب الألماني هاينريش فون كلايست، أطلقتها 59 شخصية أدبية ألمانية منهم هوغو فون هوفمانستال وأرتور شنيتسلر. وقد كانت أهم جائزة أدبية في فترة جمهورية فايمار.وتوقفت عام 1933 بعد استيلاء هتلر على الحكم في ألمانيا. ثم عادت تمنح في سنة 1985. ومن عام 1994 إلى 2000 كانت تمنح كل سنتين. وتقدر قيمة الجائزة ب 20 ألف يورو.
ومن أبرز الأدباء الذين حصلوا على هذه الجائزة : فريتس فون أونرو (1914) وبرتولت بريشت (1922) وأنا زيجرس (1928) ودانييل كيلمان (2006).

## مواقع خارجية
- http://www.kleist.org/kleistpreis/index.htm نسخة محفوظة 4 مايو 2012 على موقع واي باك مشين.
- http://www.uni-koeln.de/kleist/preis.htm نسخة محفوظة 29 أغسطس 2005 على موقع واي باك مشين.